# Draft NBA 1968
Il Draft NBA 1968 si è svolto il 4 giugno 1968 a New York ed è ricordato per la presenza di due futuri membri della Hall of Fame, Elvin Hayes e Wes Unseld. Inoltre entrambi furono inseriti nella lista dei 50 migliori giocatori del cinquantenario della NBA nel 1996. Altri due giocatori scelti nel draft di quell'anno ebbero una fortunata carriera da allenatore: Don Chaney e Rick Adelman.

## Giocatori scelti al 1º giro
|  | = All-Star     |
|  | = Hall of Fame |

| Scelta | Giocatore           | Nazionalità | Squadra NBA            | Scuola/ex squadra   |
| ------ | ------------------- | ----------- | ---------------------- | ------------------- |
| 1      | Elvin Hayes (C)     | Stati Uniti | San Diego Rockets      | Houston             |
| 2      | Wes Unseld (C)      | Stati Uniti | Baltimore Bullets      | Louisville          |
| 3      | Bob Kauffman (PF)   | Stati Uniti | Seattle SuperSonics    | Guilford            |
| 4      | Tom Boerwinkle (C)  | Stati Uniti | Baltimore Bullets      | Tennessee           |
| 5      | Don Smith (C)       | Stati Uniti | Cincinnati Royals      | Iowa State          |
| 6      | Otto Moore (C)      | Stati Uniti | Detroit Pistons        | Pan American        |
| 7      | Charlie Paulk (PF)  | Stati Uniti | Milwaukee Bucks        | Northeastern State  |
| 8      | Gary Gregor         | Stati Uniti | Phoenix Suns           | South Carolina      |
| 9      | Ron Williams (SG)   | Stati Uniti | San Francisco Warriors | West Virginia       |
| 10     | Bill Hosket (PF)    | Stati Uniti | New York Knicks        | Ohio State          |
| 11     | Bill Hewitt (PF)    | Stati Uniti | Los Angeles Lakers     | Southern California |
| 12     | Don Chaney (SG)     | Stati Uniti | Boston Celtics         | Houston             |
| 13     | Skip Harlicka (SG)  | Stati Uniti | Atlanta Hawks          | South Carolina      |
| 14     | Shaler Halimon (PG) | Stati Uniti | Philadelphia 76ers     | South Carolina      |

## Giocatori scelti al 2º giro
| Scelta | Giocatore       | Nazionalità | Squadra NBA         | Scuola/ex squadra |
| ------ | --------------- | ----------- | ------------------- | ----------------- |
| 15     | John Trapp      | Stati Uniti | San Diego Rockets   | UNLV              |
| 16     | Art Harris      | Stati Uniti | Seattle SuperSonics | Stanford          |
| 17     | Loy Petersen    | Stati Uniti | Chicago Bulls       | Oregon State      |
| 18     | Bob Quick       | Stati Uniti | Baltimore Bullets   | Xavier (OH)       |
| 19     | Ron Dunlap      | Stati Uniti | Chicago Bulls       | Illinois          |
| 20     | Manny Leaks     | Stati Uniti | Detroit Pistons     | Niagara           |
| 21     | Dick Cunningham | Stati Uniti | Phoenix Suns        | Murray State      |
| 22     | Gene Moore      | Stati Uniti | Milwaukee Bucks     | St. Louis         |

## Giocatori scelti al 3º giro
| Scelta | Giocatore      | Nazionalità | Squadra NBA            | Scuola/ex squadra      |
| ------ | -------------- | ----------- | ---------------------- | ---------------------- |
| 23     | Stu Lantz      | Stati Uniti | San Diego Rockets      | Nebraska               |
| 24     | Jeff Ockel     | Stati Uniti | Seattle SuperSonics    | Utah                   |
| 25     | Don Dee        | Stati Uniti | Detroit Pistons        | St. Mary of the Plains |
| 26     | Ron Nelson     | Stati Uniti | Baltimore Bullets      | New Mexico             |
| 27     | Pat Frink      | Stati Uniti | Cincinnati Royals      | Colorado               |
| 28     | Fred Foster    | Stati Uniti | Cincinnati Royals      | Miami (OH)             |
| 29     | Don Sidle      | Stati Uniti | San Francisco Warriors | Oklahoma               |
| 30     | Don May        | Stati Uniti | New York Knicks        | Dayton                 |
| 31     | Dave Newmark   | Stati Uniti | Chicago Bulls          | Columbia               |
| 32     | Garfield Smith | Stati Uniti | Boston Celtics         | Eastern Kentucky       |
| 33     | Jack Thompson  | Stati Uniti | Baltimore Bullets      | South Carolina         |
| 34     | Ed Johnson     | Stati Uniti | Seattle SuperSonics    | Tennessee State        |
| 35     | Sam Williams   | Stati Uniti | Milwaukee Bucks        | Iowa                   |
| 36     | Art Beatty     | Stati Uniti | Phoenix Suns           | American               |

## Giocatori scelti al 4º giro
| Scelta | Giocatore        | Nazionalità | Squadra NBA            | Scuola/ex squadra    |
| ------ | ---------------- | ----------- | ---------------------- | -------------------- |
| 37     | Harry Barnes     | Stati Uniti | San Diego Rockets      | Northeastern         |
| 38     | Henry Logan      | Stati Uniti | Seattle SuperSonics    | Western Carolina     |
| 39     | Mike Lynn        | Stati Uniti | Chicago Bulls          | UCLA                 |
| 40     | Dallas Thornton  | Stati Uniti | Baltimore Bullets      | Kentucky Wesleyan    |
| 41     | Dan Sparks       | Stati Uniti | Cincinnati Royals      | Weber State          |
| 42     | Rich Niemann     | Stati Uniti | Detroit Pistons        | St. Louis            |
| 43     | Edgar Lacey      | Stati Uniti | San Francisco Warriors | UCLA                 |
| 44     | Warren Armstrong | Stati Uniti | New York Knicks        | Wichita State        |
| 45     | Ed Biedenbach    | Stati Uniti | Los Angeles Lakers     | North Carolina State |
| 46     | Rich Johnson     | Stati Uniti | Boston Celtics         | Grambling State      |
| 47     | Bob Warren       | Stati Uniti | Atlanta Hawks          | Vanderbilt           |
| 48     | Darryl Jones     | Stati Uniti | San Diego Rockets      | Benedectine College  |
| 49     | Rich Jones       | Stati Uniti | Phoenix Suns           | Memphis State        |
| 50     | Greg Smith       | Stati Uniti | Milwaukee Bucks        | Western Kentucky     |

## Giocatori scelti nei giri successivi con presenze nella NBA o nella ABA
| Scelta | Giocatore         | Nazionalità | Squadra NBA            | Scuola/ex squadra   |
| ------ | ----------------- | ----------- | ---------------------- | ------------------- |
| 51     | Glen Combs        | Stati Uniti | San Diego Rockets      | Virginia Tech       |
| 52     | Al Hairston       | Stati Uniti | Seattle SuperSonics    | Bowling Green       |
| 55     | Jim Kissane       | Stati Uniti | Cincinnati Royals      | Boston College      |
| 56     | Carl Fuller       | Stati Uniti | Detroit Pistons        | Bethune-Cookmark    |
| 57     | Jim Eakins        | Stati Uniti | San Francisco Warriors | Brigham Young       |
| 62     | Larry Miller      | Stati Uniti | Philadelphia 76ers     | North Carolina      |
| 70     | Wally Anderzunas  | Stati Uniti | Detroit Pistons        | Creighton           |
| 71     | Bob Allen         | Stati Uniti | San Francisco Warriors | Marshall            |
| 72     | Brian Brunkhorst  | Stati Uniti | New York Knicks        | Marquette           |
| 75     | Phil Wagner       | Stati Uniti | Atlanta Hawks          | Georgia Tech        |
| 76     | Chuck Williams    | Stati Uniti | Philadelphia 76ers     | Colorado            |
| 77     | Rod Knowles       | Stati Uniti | Phoenix Suns           | Davidson            |
| 79     | Rick Adelman      | Stati Uniti | San Diego Rockets      | Loyola Marymount    |
| 81     | Willie Davis      | Stati Uniti | Chicago Bulls          | North Texas         |
| 82     | Jasper Wilson     | Stati Uniti | Baltimore Bullets      | SUBR                |
| 83     | Rich Dumas        | Stati Uniti | Cincinnati Royals      | Northwestern State  |
| 88     | Mike Lewis        | Stati Uniti | Boston Celtics         | Duke                |
| 91     | Tom Kondla        | Stati Uniti | Milwaukee Bucks        | Minnesota           |
| 92     | Charley Parks     | Stati Uniti | Phoenix Suns           | Idaho State         |
| 94     | Willie Rogers     | Stati Uniti | Seattle SuperSonics    | Oklahoma            |
| 96     | Barry Orms        | Stati Uniti | Baltimore Bullets      | St. Louis           |
| 98     | Harry Laurie      | Stati Uniti | Detroit Pistons        | St. Peter's         |
| 99     | Walt Piatkowski   | Stati Uniti | San Francisco Warriors | Bowling Green       |
| 100    | Bobby Hooper      | Stati Uniti | New York Knicks        | Dayton              |
| 101    | John Smith        | Stati Uniti | Los Angeles Lakers     | Southern Colorado   |
| 102    | Julius Keye       | Stati Uniti | Boston Celtics         | Alcorn State        |
| 110    | Wayne Chapman     | Stati Uniti | Baltimore Bullets      | Western Kentucky    |
| 111    | Butch Joyner      | Stati Uniti | Cincinnati Royals      | Indiana             |
| 115    | George Stone      | Stati Uniti | Los Angeles Lakers     | Marshall            |
| 117    | Mack Daughtry     | Stati Uniti | Atlanta Hawks          | Albany State        |
| 118    | Clarence Brookins | Stati Uniti | Philadelphia 76ers     | Temple              |
| 120    | Mervin Jackson    | Stati Uniti | Phoenix Suns           | Utah                |
| 121    | Mike Butler       | Stati Uniti | San Diego Rockets      | Memphis State       |
| 122    | Joe Kennedy       | Stati Uniti | Seattle SuperSonics    | Duke                |
| 131    | Dwight Waller     | Stati Uniti | Atlanta Hawks          | Tennessee State     |
| 133    | Lee Davis         | Stati Uniti | Phoenix Suns           | NCC                 |
| 136    | Jim Marsh         | Stati Uniti | Seattle SuperSonics    | Southern California |
| 147    | Ron Boone         | Stati Uniti | Phoenix Suns           | Idaho State         |
| 152    | Glynn Saulters    | Stati Uniti | Cincinnati Royals      | UL Monroe           |
| 155    | Reggie Lacefield  | Stati Uniti | Los Angeles Lakers     | Western Michigan    |
| 162    | Bud Ogden         | Stati Uniti | Seattle SuperSonics    | Santa Clara         |
| 163    | Herm Gilliam      | Stati Uniti | Chicago Bulls          | Purdue              |
| 182    | Bill Gaines       | Stati Uniti | San Diego Rockets      | East Texas State    |
| 187    | Johnny Baum       | Stati Uniti | Los Angeles Lakers     | Temple              |
| 202    | Milt Williams     | Stati Uniti | New York Knicks        | Lincoln             |